# 타당성 조사
타당성조사(妥當性調査)는 어느 사업의 기술적 가능성을 기본으로 경제적, 재무적인 측면에서의 평가를 하여 그 사업의 타당성, 즉 추진여부를 결정하기 위한 조사이다. 경제적 타당성, 즉 경제성을 조사하는 일이다.

## 경제성
경제성(經濟性)에 대해서는 여러 가지 해석이 있으나, 대체로 세 가지 견해가 있다고 말할 수 있다. 하나는 그 추구를 이익 극대화, 즉 수익성의 추구와 동일한 것으로 해석한다. 또 하나는 이것을 소위 경제원칙 내지 합리원칙으로 해석한다. 그것은 두 가지 형태를 취한다.  먼저 최대 효과의 원칙으로서 이 원칙은, 일정한 수단을 가지고 최대의 효과를 얻으려는 것이며, 다음은 최소 수단 원칙으로서, 그것은 일정한 효과의 달성을 최소의 수단 투입으로써 얻으려 하는 것이다. 끝으로 규범적인 경제성(경제성의 규범 원칙)을 생각할 수 있다. 이것은 도덕적·윤리적인 주장이라고도 할 만한 것으로서, 예를 들면 경제의 내용을 욕구 충족으로서 포착하면 경제성이란 것은 기업이 이 목표에 어느 정도 공헌하고 있는지를 측정하는 척도를 의미하는 것이다.

### 프로덕트 디자인
최소의 자재와 노력으로 최대의 효과를 거두는 것은 정상적인 인간활동을 전부에 통하는 원칙이다. 경제성을 무시한 조형은 근대로 접어들어 거의 없어졌으나 디자인의 영역에서 특히 주의하게 된 것은 새롭다. 가격이 싼 것이 비싼 것보다 품질이 저열하다는 것은 당연한 일이고 동시에 동일가격의 것이라도 좋은 것과 나쁜 것이 있는 것도 사실이다. 디자인에 있어서의 경제성이란 한정된 경비로 최고의 것을 디자인한다는 사고방식이 돈을 들이지 않으면 좋은 디자인이 될 수 없다는 사고방식보다도 중요시 되었다는 점이다.
생산조직에서는 사용재료, 가공, 조립방식, 그 밖의 모든 면에서 경비를 검토하지 않으면 안 된다는 것은 상식적인 경제원칙이다. 기능에서 유도되는 형태가 미와 총합되어 구체화되듯이 경제성이 밀착하여 새로운 미의 평가가 생긴다고도 말할 수 있다. 일견 상반되는 듯이 보이는 미와 경제문제는 지금 근대 디자인을 진전시키는 핵심이 되었다고 말해도 무방하다.

## 같이 보기
- 개념 증명
- SWOT 분석